# Klaine Gerrit Keizer

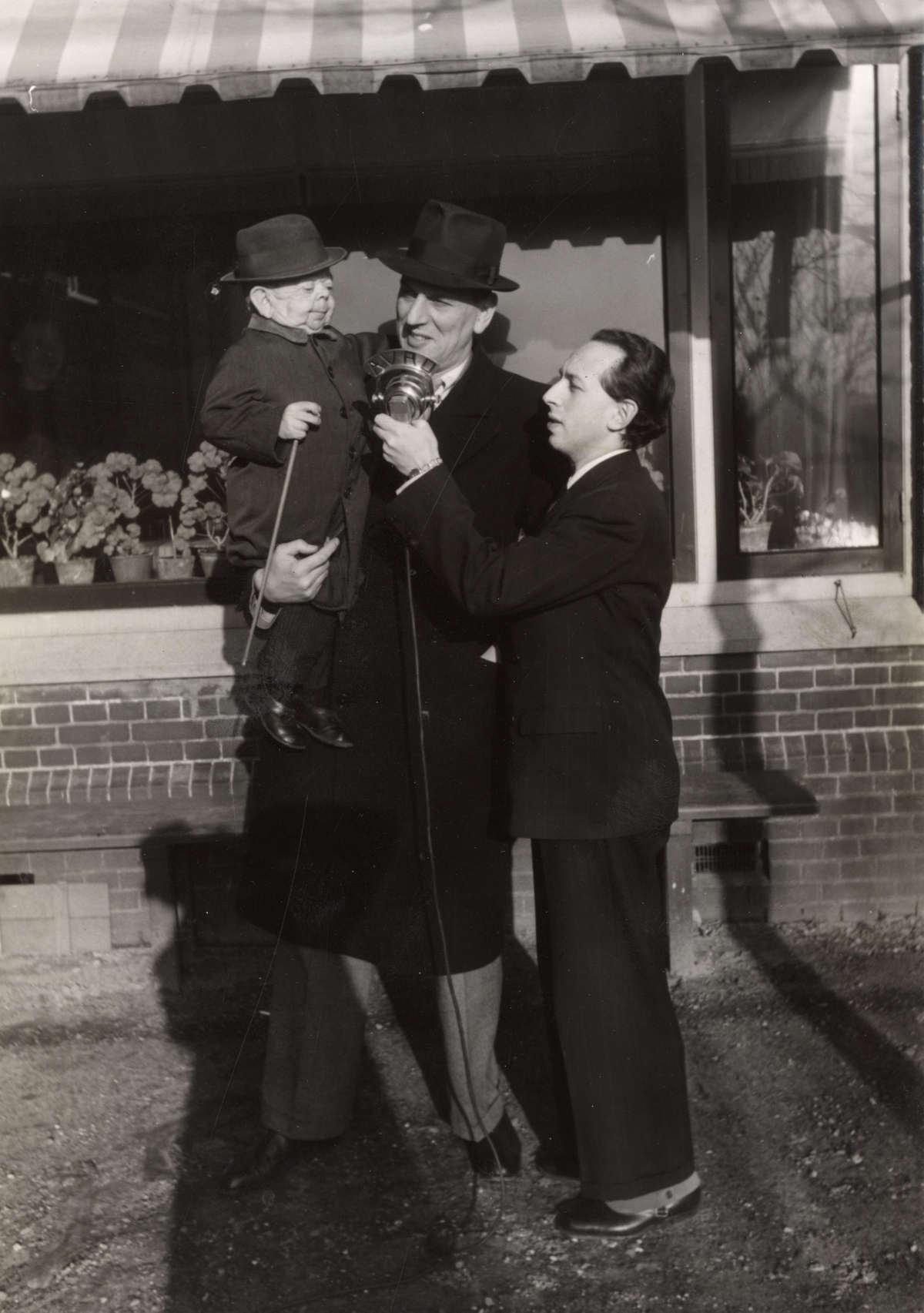
Gerrit Keizer spreekt op zijn 65e verjaardag voor de radio. De AVRO radio-reporter Gustav Czopp houdt hem een microfoon voor, terwijl hij op de arm gehouden wordt door AVRO-collega Tom Schreurs.

Gerrit Keizer, doorgaans Klaine Gerrit Keizer of Klaine Keizer genoemd, (Oudebildtzijl, 4 maart 1874 - aldaar, 22 december 1946) was een Nederlands artiest.

## Leven
Klaine Gerrit Keizer was door dwerggroei erg klein gebleven. Op zesjarige leeftijd werd hij als attractie tentoongesteld op de kermis van Groningen omdat hij maar 55 cm groot was. Als natuurwonder maakte hij reizen door heel Europa. Hij ging ook zingen, dansen, goochelen en deed aan acrobatiek. Uiteindelijk werd hij maar 96 cm groot. . 
Hij kreeg in 1899 een speciale fiets aangeboden, helemaal op zijn maat gemaakt, van het merk Crescent. In 1893 ging hij naar Amerika. Hij werd een internationale artiest. 
In 1906 keerde hij terug naar Nederland en ging wonen bij zijn moeder in Loosduinen. Hij kreeg er een sigarenwinkel en werd  boekhouder.
In oktober 1946 ging hij wonen bij zijn broer Doeke en schoonzus Fokte in Oudebildtzijl, waar hij op 22 december van datzelfde jaar stierf.
In museum Aerden Plaets in Oudebildtzijl is een permanente tentoonstelling aan hem gewijd. Daar staat ook de fiets die ontdekt is in Canada en teruggehaald is naar Nederland. Vlak bij dat museum staat ook een standbeeld van hem op ware grootte.

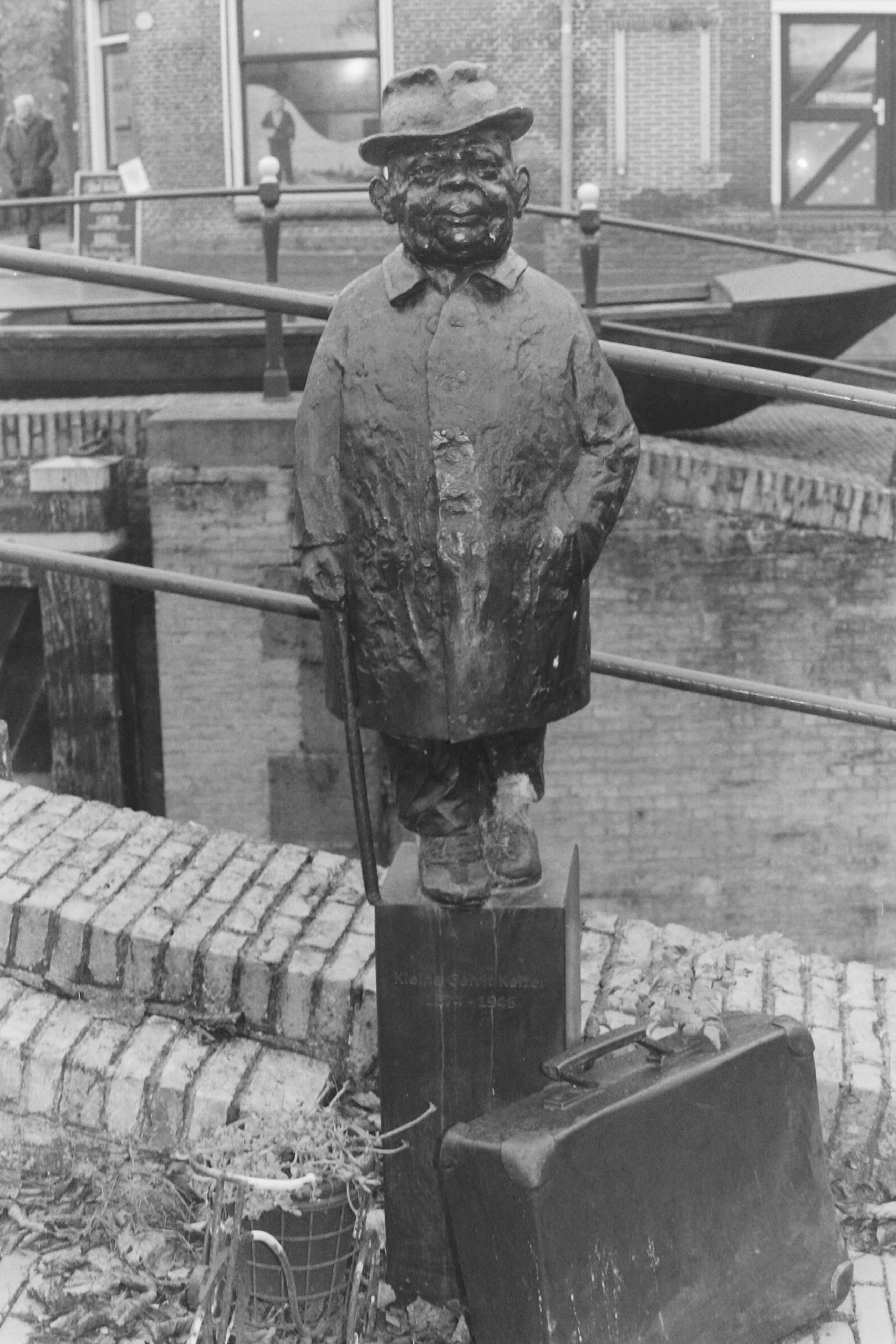
Standbeeld van Klaine Gerrit Keizer door Hans Jouta
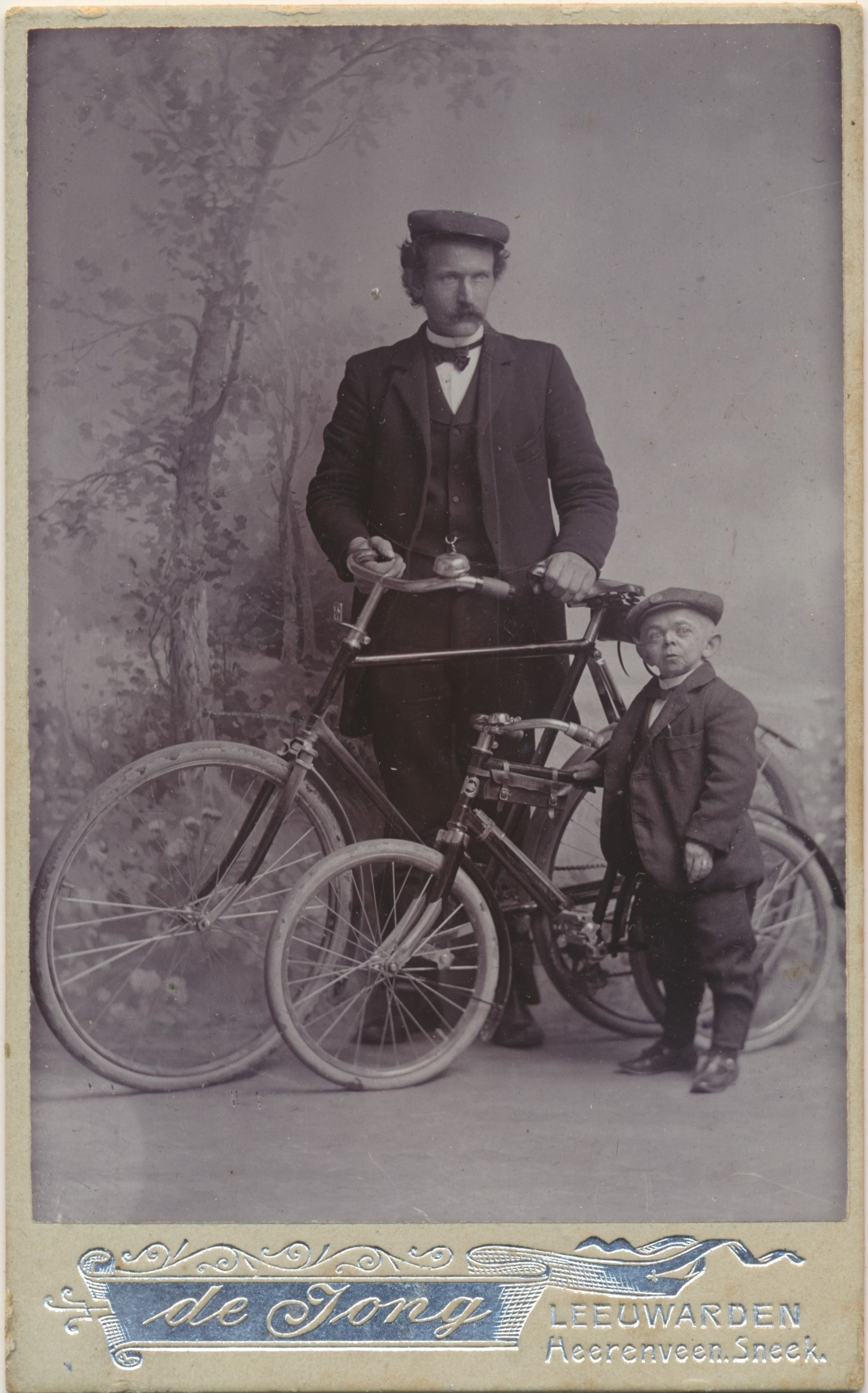
Gerrit Keizer met zijn fiets